# Corinna Luedtke

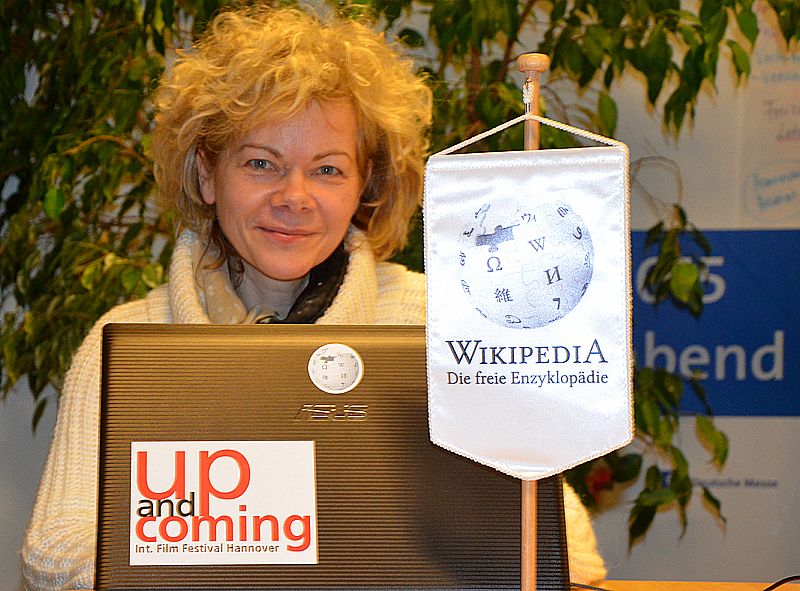
Corinna Luedtke

Corinna Luedtke (* 6. Oktober 1961 in Hameln) ist eine deutsche Schriftstellerin und Projektkünstlerin. Sie lebt heute in Laatzen bei Hannover.

## Werdegang
Neben ihrer schriftstellerischen und künstlerischen Tätigkeit setzt die ausgebildete Buchhändlerin Projekte um, die sich teilweise über lange Zeiträume erstrecken.
1980 gewann sie mit einer Zeichnung den 1. Preis beim Wettbewerb der Stadt Hameln zum Thema „Juden in Deutschland – gestern und heute“.
2006 erschien ihr Roman „Die Nächte mit Paul oder der Tag ist anderswo“ in der edition Obst & ohlerich im Trafo Verlag Berlin.
Von 2009 bis 2011 betreute sie das Langzeitprojekt „Schreiben gegen das Vergessen“ mit Schülern der Albert Einstein Schule in Laatzen. Aus der Schreibwerkstatt entstand das Buch „Schreiben gegen das Vergessen“, das vor allem Texte und Forschungsergebnisse der Schüler dokumentierte. Das Projekt erhielt den Sonderpreis des Wettbewerbs Literatur@tlas sowie den Couragepreis 2010 der Stadt Laatzen. Zudem erhielt das Projekt 2013 zusammen mit ihren weiteren Schulprojekten die Abraham-Plakette der Gesellschaft für Christlich-Jüdische Zusammenarbeit Hannover e. V.
2011 folgte das halbjährige Projekt „Du und ich – Vielfalt als Chance“ mit Schülern der IGS Kronsberg Hannover. Es erhielt im gleichen Jahr den 3. Preis des Niedersächsischen KinderHabenRechtePreises „Zukunft statt Herkunft“.
2011 stellte sie zusammen mit Marcel Magis homoerotische Gedichte von Kurt Hiller zusammen, die als E-Book im Motu One Verlag erschienen.
2012 organisierte Luedtke in Kooperation mit der Landeshauptstadt Hannover die viertägige Veranstaltung „Hannover im Wort“ zum Gedenken an die nationalsozialistische Bücherverbrennung 1933 in Deutschland. Am 10. Mai lasen in diesem Rahmen Prominente wie Matthias Brodowy, Lea Rosh und Dietmar Wischmeyer auf dem Opernplatz Hannover aus Büchern meist verfemter Schriftsteller vor.
Im Mai 2013 wurde die musikalisch-theatralische Inszenierung „Worte im Licht“ zum Gedenken an den 80. Jahrestag der Bücherverbrennung im Veranstaltungsraum Schwanenburg Limmer uraufgeführt. Es folgten weitere Aufführungen sowie die für Schulen angepasste Inszenierung „Zensur in der Diktatur – und der Mut zum Widerstand“ in Peine, Laatzen und Hannover.
Luedtke ist Mitglied im Verband deutscher Schriftsteller (VS) und in der Kurt Hiller Gesellschaft.

## Bücher
- 2006 – Die Nächte mit Paul oder der Tag ist anderswo (Trafo Verlag Berlin)
- 2010 – Schreiben gegen das Vergessen (Herausgeberin sowie eigene Bilder und Texte, Motu One Verlag Laatzen)